# Tara (1989)
RV Tara – szkuner służący jako statek badawczy.

## Historia i rejsy
W latach 2007–2008 uczestniczył w ekspedycji naukowo-badawczej nazwanej Tara Arctic. Była to wyprawa w kierunku bieguna północnego, a jej celem było zbadanie tempa globalnego ocieplenia i zanieczyszczeń okolic okołobiegunowych. Ponad 500 dni dryfowała w kierunku bieguna, uwięziona w lodach i dotarła na odległość zaledwie 160 km od bieguna. Wyniki ekspedycji były kluczowe dla europejskiego programu naukowo-badawczego Damokles.
W roku 2009 rozpoczęła się kolejna ekspedycja na pokładzie Tary. Jest to misja badawcza zaplanowana na lata 2009-2012 pod nazwą Tara Oceans. Jej celem jest szczegółowe poznanie górnej warstwy oceanów – do 200 m głębokości. Rezultaty badań mają przyczynić się do lepszego poznania wczesnych etapów ewolucji życia na Ziemi, globalnych cykli biogeochemicznych oraz zrozumienia co dzieje się z klimatem i jakie są skutki zmian.
Właścicielem Tary od 2003 roku jest Etienne Bourgois, który jest jednocześnie dyrektorem zarządzającym  Tara Foundation . On również nazwał ją Tarą, gdyż tak nazywał się pierwszy statek jego dziadka. Natomiast nazwa Tara została zaczerpnięta z powieści Przeminęło z wiatrem (w powieści plantacja o tej nazwie była miejscem, do którego zawsze się wraca).